# محمود زمانی قمی
محمود زمانی قمی (زاده ۱۳۳۸ - قم) سیاست‌مدار اصلاح طلب، استاندار استان یزد در دولت دوازدهم بود و استاندار استان مرکزی در دولت یازدهم و نائب رئیس هیئت مدیره بنیاد باران است. وی عضو ستاد انتخاباتی محمدرضا عارف نامزد انتخابات ریاست‌جمهوری ایران (۱۳۹۲) و مسئول هماهنگی امور استانهای این ستاد بود. همچنین درانتخابات ریاست‌جمهوری ایران (۱۴۰۰) به عنوان رئیس ستاد انتخاباتی محسن مهرعلیزاده نامزد انتخابات ریاست جمهوری این انتخابات، منصوب شد. استانداری ایلام در دولت هفتم، و در دولت هشتم چهارمحال و بختیاری، معاونت سیاسی استانداری همدان و سمنان و مدیرعاملی منطقه ویژه اقتصادی سلفچگان، دیگر مسئولیت‌های موجود در کارنامه او می‌باشد. محمود زمانی‌قمی در اواسط دهه ۶۰ نیز مدیرکل فرهنگ و ارشاد اسلامی هرمزگان
و از مؤسسان جهاد دانشگاهی این استان بود.
زمانی قمی از مدافعان جدی سیاست‌های دولت تدبیر و امیداست.

## عملکرد
وی در دوران مسئولیت در استان مرکزی، با احیای صنایع مادر و خروج اقتصاد استان از حالت سکون موفق به ثبت کمترین نرخ بیکاری ۶/۷درصد در بین استانهای کشور شد. محمدرضا منصوری رئیس مجمع نمایندگان استان مرکزی در مصاحبه با سایت جمهوریت نمره خوبی را به استاندار مرکزی در دولت یازدهم داد و سلامت، پاکدستی، درایت، رسیدگی و پیگیری به همه شهرهای استان را از مزیت‌های خوب زمانی قمی دانسته است. همچنین علی ابراهیمی نماینده مردم شازند در مجلس شورای اسلامی در ارزیابی عملکرد وی با بیان اینکه احیای صنایع بزرگ استان مرکزی در دستور کار زمانی قمی قرار داشته افزود: آونگان، هپکو، ایرالکو وسایر صنایع با همت، درایت و حمایت استاندار از رکود خارج شدند و با قدرت در حال پیشرفت هستند.
در دوران مسئولیت زمانی قمی، استان مرکزی با ۹۱۹ فقره پروانه به ارزش چهار هزار میلیارد تومان جذب سرمایه‌گذاری، رتبه چهارم کشور را از این لحاظ به خود اختصاص داد. براساس پایش‌های صورت گرفته توسط مجلس شورای اسلامی رتبه کسب و کار در استان از ۱۳ به ۳ ارتقا یافت، همچنین تحقق ۹۹ درصدی اشتغال روستایی محقق شد. همچنین تراز مثبت در صادرات و واردات استان در سال ۱۳۹۴ نسبت به سال ۱۳۹۳ بیش از ۲۰۰درصد و معادل ۴۸۰ میلیون دلار اعلام شده است. حجم سرمایه‌گذاری خارجی از ۸۲ میلیون دلار در سال ۱۳۹۲ به ۵۵۰ میلیون دلار مصوب در سال ۱۳۹۵ رسید.
با رفع تحریمها و فراهم شدن امکان حضور سرمایه گذاران خارجی، تعداد ۱۱ طرح سرمایه‌گذاری خارجی توسط هیئت سرمایه‌گذاری خارجی ایران با ارزشی بالغ بر ۵۵۰ میلیون دلار توسط سازمان کمک‌های فنی و اقتصادی ایران طی سال ۹۵ در استان مرکزی تصویب گردید و بالع بر ۴ میلیارد دلار سرمایه‌گذاری خارجی دیگر نیز در قالب پروژه‌های بزرگ اقتصادی و ملی از جمله نیروگاه سیکل ترکیبی، نیروگاه‌های بادی و خورشیدی، پالایشگاه پلاسمای خون و دیگر طرح‌های تولیدی فراهم و در روند تحقق است. نهایی شدن قرارداد رنوی فرانسه در ساوه که بزرگ‌ترین قرارداد تاریخ صنعت خودرو ایران به‌شمار می‌رود با سرمایه‌گذاری خارجی ۶۶۰ میلیون دلاری و اشتغال زایی برای بیش از ۶ هزار نفر نیز از دیگر دستاوردهای برجام در استان مرکزی در دوره استانداری زمانی قمی است.وی درتاریخ ۱۳۹۶/۸/۷ با تصویب پیشنهاد وزارت کشور در هیئت وزیران به عنوان استادار یزد انتخاب شد. به گفته فعالان سیاسی و اجتماعی یکی از بهترین استانداران استان مرکزی ایشان بوده‌اند.